# Pasirawi (Banjar)
Pasirawi is een bestuurslaag in het regentschap Pandeglang van de provincie Banten, Indonesië. Pasirawi telt 1437 inwoners (volkstelling 2010).